# Lemaireocereus hollianus
El acompes o baboso (Lemaireocereus hollianus) es una especie de planta suculenta perteneciente a la familia Cactaceae. 

## Clasificación y descripción
Planta arbustiva o arborescente de 3 a 5 m de alto. Tallo con ramificación desde la base; ramas de 4 a 6 cm de ancho, erectas, de color verde oscura; de 8 a 12 costillas, de 0.8 a 2.5 cm de altura; aréolas de 0.8 a 1 cm de largo por lo mismo de ancho, oblato circular (más ancho que largo), distantes entre sí de 1 a 2.5 cm, sin surco longitudinal; espinas radiales de 12 a 14, de 0.5 cm a 3 cm de largo, subuladas (estrechado hacia el ápice y terminado en punta fina), adpresas, de color gris y ápice negro; espinas centrales de 3 a 6, reflexas, anuladas, subuladas, grises, ápice negro, espina central superior 1, de 2.5 a 12 cm de largo, espina central media 1, de 5 a 7 cm de largo, espinas centrales superiores 2, de 1.5 a 4 cm de largo, espinas centrales inferiores 2, de 1.5 a 3.5 cm de largo; flores de 8 a 10 cm de largo, de forma tubular infundibuliformes, dispuestas alrededor del ápice; pericarpelo de 2 a 3 cm largo y de 1.5 a 2 cm de ancho, elíptico, bractéolas de 3 a 5 mm de largo, de forma triangular, carnosas, ápice acuminado-aristado, pelos de 0.5 a 1.5 cm de largo, pardo amarillentos; tubo receptacular de 2.5 a 4. 5 cm de largo, brácteas de 5 a 8 mm de largo, deltoides, carnosas, ápice acuminado-aristado, pelos de 0.5 a 1.5 cm de largo, pardo amarillentos, margen sinuoso; tépalos externos de 0.7 a 1 cm de largo × 0.6 a 0.8 cm de ancho, lanceolados, verdes, ápice oblicuo terminado en punta corta y aguda. Tépalos internos de 1 a 1.2 cm de largo y de 0.8 a 1 cm de ancho, linear a lanceoladas de color blanco y verdes, ápice acuminado; estambres de 0.8 a 1 cm de largo. Frutos de 5 a 7 cm de largo, y de 3.5 a 6 cm de ancho, ovoides, de color ojo púrpura, semicarnosos, espinas de 1 a 2 cm de largo, rígidas o flexibles, de color amarillo, cerdas de 0.5 a 2 cm de largo, pardo amarillentas; semillas de 3 a 4 mm de largo, oblongas; testa con paredes celulares rectas.

## Distribución
La especie es nativa de México, y es endémica del valle de Tehuacán-Cuicatlán. Específicamente reportada en los municipios oaxaqueños de Cuicatlán y Tecomavaca, y los municipios poblanos de Ajalpan, Altepexi, Coxcatlán, Chilac, Tehuacán, Zapotitlán y Zinacatepec. Es una especie presente en todo el Valle de Tehuacán-Cuicatlán, aunque se encuentra con mayor abundancia en el valle de Zapotitlán Salinas.

## Hábitat
Es una especie característica del bosque tropical caducifolio y matorral xerófilo, cuyo clima corresponde al semiárido templado y árido semicálido, donde las precipitaciones no rebasan los 700 mm anuales. Se ha encontrado en altitudes de 1 500 a 1 800 m s. n. m..
L. hollianus crece de manera natural en bosques de cactáceas columnares que, de acuerdo con la caracterización de la vegetación propuesta por, corresponden a asociaciones de tetechera de Neobuxbaumia tetetzo, cardonal de Pachycereus weberi, tetechera de N. macrocephala, Stenocereus dumortieri y mezquital de Prosopis laevigata. Sin embargo, es una especie particularmente abundante en sitios que han sido alterados, tales como terrenos de cultivo, orillas de caminos, terrenos desmontados para la crianza de ganado y patios de casas. Las poblaciones de L. hollianus se desarrollan a manera de manchones dentro de la vegetación de la que forman parte y sus individuos se reproducen muy exitosamente en forma vegetativa.

## Estado de conservación
Como componente endémico del valle de Tehuacán-Cuicatlán, L. hollianus tiene una gran importancia biológica y su relación con las comunidades humanas le confiere, además, importancia histórica. L. hollianus en el Valle de Zapotitlán se encuentran en etapas incipientes del proceso de domesticación. No es casual que la mayor abundancia de individuos de esta especie esté definitivamente asociada a sitios perturbados por el establecimiento de poblaciones humanas y que sean éstas las que constituyen los sitios de mayor abundancia y vigor dentro de su área de distribución. La interacción hombre-planta debida al uso de varios de sus productos, principalmente sus frutos, ha provocado la existencia de variantes locales de las que se han seleccionado y propagado intencionalmente los mejores genotipos, plantas con frutos rojos de sabor dulce y de mayor tamaño.
Esta especie no se encuentra bajo ninguna categoría de protección, de acuerdo a la NOM-059-2010-SEMARNAT. Dentro de la Unión Internacional para la Conservación de la Naturaleza (en inglés: International Union for Conservation of Nature o UICN por sus siglas), está catalogada como una especie de preocupación menor.

## Taxonomía
La especie fue descrita iniciamente como Cereus hollianus por Frédéric Albert Constantin Weber y tanto validada como publicada por John Merle Coulter en Contributions from the United States National Herbarium 3: 411, en 1896, actualmente, es tanto un sinónimo como el basónimo de esta. Posteriormente, la especie sería transferida al género Pachycereus por Franz Buxbaum en Botanische Studien 12: 99, en 1961, nombre científico que también es un sinónimo de esta hasta la fecha; y ulteriormente, sería transferida al género Lemaireocereus por Nathaniel Lord Britton y Joseph Nelson Rose en Contributions from the United States National Herbarium 12(10): 425, en 1909.